# Saint-Aubin-de-Médoc
Saint-Aubin-de-Médoc är en kommun i departementet Gironde i regionen Nouvelle-Aquitaine i sydvästra Frankrike. Kommunen ligger i kantonen Saint-Médard-en-Jalles som tillhör arrondissementet Bordeaux. År 2022 hade Saint-Aubin-de-Médoc 7 764 invånare.

## Befolkningsutveckling
Antalet invånare i kommunen Saint-Aubin-de-Médoc
Referens:INSEE